# Алмасайський сільський округ
Алмаса́йський сільський округ (каз. Алмасай ауылдық округі, рос. Алмасайский сельский округ) — адміністративна одиниця у складі Уланського району Східноказахстанської області Казахстану. Адміністративний центр — село Алмасай.
Населення — 1314 осіб (2021; 1378 у 2009, 1530 у 1999, 1660 у 1989).
Станом на 1989 рік існувала Алмасайська сільська рада (село Алмасай), село Точка перебувало у складі Аблакетської сільської ради. 2015 року було утворене село 17 кілометр.

## Склад
До складу округу входять такі населені пункти:
| Населений пункт   | Старі назви | Населення, осіб (1989) | Населення, осіб (1999) | Населення, осіб (2009) | Населення, осіб (2021) |
| ----------------- | ----------- | ---------------------- | ---------------------- | ---------------------- | ---------------------- |
| Алмасай, село     | -           | 1228                   | 1026                   | 962                    | 846                    |
| Баяш Утепов, село | Точка       | 432                    | 504                    | 416                    | 357                    |
| Сариозек, село    | 17 кілометр | -                      | -                      | -                      | 111                    |